# Chválov
Chválov este o arie protejată (arie specială de conservare — SAC, sit de importanță comunitară — SCI) din Slovacia întinsă pe o suprafață de 172,54 ha, integral pe uscat.

## Localizare
Centrul sitului Chválov este situat la coordonatele 48°39′23″N 18°09′06″E / 48.656342°N 18.151696°E.

## Înființare
Situl Chválov a fost declarat sit de importanță comunitară în decembrie 2021.

## Biodiversitate
Situată în ecoregiunea alpină, aria protejată conține 1 habitat natural: Păduri stepice euro-siberiene cu Quercus spp..
La baza desemnării sitului se află un număr nedeclarat de specii protejate.